# ۱٬۱'-بی-۲-نفتول
۱٬۱'-بی-۲-نفتول (به انگلیسی: 1,1'-Bi-2-naphthol) با فرمول شیمیایی C۲۰H۱۴O۲ یک ترکیب شیمیایی با شناسه پاب‌کم ۱۱۷۶۲ است. که جرم مولی آن ۲۸۶٫۳۲ g/mol می‌باشد. 